# Ушаковы
Ушаковы  — несколько русских дворянских родов, столбового дворянства.
Наиболее значим род, притязавший на происхождение от летописного Редеди и возведённый (1744) в лице Андрея Ивановича Ушакова (1672—1747) в графское достоинство.
В Гербовник внесены четыре фамилии Ушаковых:
1. Потомство касожского (черкесского) князя Редеди, убитого в 1022 году (Герб: Часть VIII № 9; Часть X. № 39; Часть XIII. № 47).
2. Потомство Ивана Михайловича Ушакова, верстанного поместным окладом в 1614 году. (Герб. Часть XIII. № 34).
3. Ушаковы, жалованные поместьями в 1622 году (Герб. Часть I. № 76).
4. Потомство Василия Васильевича Ушакова, написанного в боярских книгах в 1640 году (Герб. Часть IX. № 80)[1].

## Происхождение
Разветвлённый дворянский род Ушаковых считается одной из многочисленных ветвей Сорокоумовых-Глебовых. По родословной сказке, внесённой в Бархатную книгу, два сына Редеди поступили на службу к киевскому князю и в крещении приняли имена Юрий и Роман. Праправнук Романа Редедича. Григорий Слепой имел якобы сына Ушака, от которого пошли Ушаковы. Подробнее про этот родословный миф см. в статье Редегины.

Как пишет Баскаков Н. А., русский лингвист-тюрколог и доктор филологических наук, фамилия Ушаков происходит из тюрк. ušaq (малорослый, молодой слуга, дитя).

## Описание гербов

#### Герб. Часть I. № 76.
Герб рода Ушаковых: в щите, имеющем серебряное поле, изображены дерево и стрела, сквозь него пущенная слева направо из натянутого лука. Щит увенчан обыкновенным дворянским шлемом с дворянской на нём короной и тремя страусовыми перьями. Намёт на щите голубой, подложен красным.

#### Герб. Часть VIII. № 9.
Герб потомства Касогского князя Редеги: в щите, имеющем горностаевую вершину, изображена княжеская шапка. В нижней части, в голубом и золотом полях, находится дерево дуб с двумя кронами, сквозь который видны проходящие в левую сторону две серебряные стрелы. Щит увенчан дворянским шлемом и короной. Намёт на щите золотой, подложенный голубым. Щитодержатели: два воина, держащие в руках по одному копью.

#### Герб. Часть VIII. № 34.
Герб потомства Ивана Михайловича Ушакова: щит поделён перпендикулярно на две половины, из которых в правой в золотом поле находится дерево дуб. В левой половине, в голубом и красном полях, изображены крестообразно положенные серебряные ружьё, шпага и стрела. Щит увенчан дворянским шлемом и короной с тремя страусовыми перьями. Намёт на щите золотой и красный, подложенный голубым и золотом. Щитодержатели: два льва.

#### Герб. Часть IX. № 80.
Герб потомства Василия Васильевича Ушакова: в щите, имеющем голубое поле, находится дерево и сквозь него золотая стрела, пущенная с левой стороны из лука. У корня этого дерева на земле лежит воин в серебряной одежде, у которого на голове надетый шлем с перьями закрывающее лицо. Щит увенчан дворянским шлемом и короной, на поверхности которой означено дерево со стрелой, пущенной из лука. Намёт на щите голубой, подложенный золотом. Под щитом девиз: <<ВЕРНОСТЬ И ПОСТОЯНСТВО>>.

#### Герб. Часть X. № 39.
Герб потомства Осипа Дмитриевича Ушакова: щит разделён на три части, из которых в первой части, в красном поле, изображена дева, стоящая на золотом шаре, держащая в правой руке пальмовую ветвь, а в левой лавровый венок. Во второй части, в серебряном поле, из облака вылетающий одноглавый чёрный орёл, увенчанный короной. В третьей части, в голубом поле, находится птица пеликан с распущенными крыльями. Щит увенчан обыкновенными дворянским шлемом и короной с тремя страусовыми перьями. Намёт на щите голубой и серебряный, подложен с правой стороны серебром, а с левой красным.
Щит четверочастный. В первой и четвёртой частях герб Ушаковых [см. ОГ-VIII-9]. Во второй и третьей частях позднейший герб Ушаковых [см. ОГ-X-39].
Над щитом два дворянских коронованных шлема. Нашлемники: правого шлема — дуб натурального цвета, пронзенный горизонтально двумя серебряными стрелами влево; левого — три страусовых пера, из коих среднее — червленое, правое — серебряное; левое — лазоревое. Наметы: правого шлема — лазоревый с золотом, левого — червленый с серебром. Щитодержатели: два воина, оба держат по копью. Герб украшен княжеской короной и окружен княжеской мантией с золотыми шнурами и кистями.

## Известные представители
- Ушаков Немир Юрьевич - воевода в Булзуке  (1577).
- Ушаков Осьмой - подьячий, воевода в Переславле-Рязанском (1605).
- Ушаков Пятой - подьячий, воевода в Курмыше (1614-1615).
- Ушаков Карп Никонович - воевода в Изборске (1614-1616), в Себеже (1617-1618), в Изборске (1627-1628), в Опочке (1631).
- Ушаков Фёдор Петрович - воевода в Лаишеве (1614).
- Ушаков Степан Михайлович - воевода в Костроме (1615-1616 ), в Михайлове (1618-1619), в Нарыме (1627).
- Ушаков Семён Никифорович - воевода в Венёве (1616-1617), в Туле (1622).
- Ушаков Михаил Прокофьевич - сын боярский, воевода в Енисейске (1620-1621).
- Ушаков Степан - воевода в Курске (1623).
- Ушаков Иван Михайлович - тульский городовой дворянин (1627-1629).
- Ушаков Степан Степанович - стольник патриарха Филарета (1627-1629), стряпчий (1629-1636), московский дворянин (1636-1658).
- Ушаковы: Степан Михайлович, Михаил Алексеевичи, Денис Степанович, Богдан Лаврентьевич, Алексей Постников - московские дворяне (1627-1640).
- Ушаков Богдан Лаврентьевич - воевода в Угличе (1627-1628).
- Ушаков Кузьма Максимович - воевода в Малмыже (1629-1630).
- Ушаков Денис - воеводв в Чугуеве (1644).
- Ушаков Михей Алексеевич - воевода в Осе (1644-1647).
- Ушаков Кирилл Семёнович - воевода в Дедилове (1645-1646), в Бобрике (1650).
- Ушаков Богдан Лукьянович - воевода в Калуге (1652), московский дворянин (1658-1677)
- Ушаков Василий - дьяк, воевода в Казани (1656).
- Ушаков Яков - дьяк (1640-1677), воевода в Нижнем-Новгороде (1658).
- Ушаков Алексей Семёнович - московский дворянин (1658-1668), походный московский дворянин царицы Натальи Кирилловны (1676-1677).
- Ушаков Семён Степанович - воевода в Шуе (1665-1667).
- Ушаков Иван Степанович - воевода в Шуе (1673-1674), стряпчий (1682-1692).
- Ушаков Иван - воевода в Кромах (1673).
- Ушаков Иван Гаврилович - московский дворянин (1658-1668), воевода в Тобольске (1674-1676), походный московский дворянин царицы Натальи Кирилловны (1676-1677).
- Ушаков Иван Михайлович - казацкий голова (1676), воевода в Пелыме (1681-1682).
- Ушаков Симон Фёдорович - московский дворянин (1677-1678), иконописного и живописного дела мастер.
- Ушаков Евтифей - воевода в Челнавском остроге (1677-1678).
- Ушаков Дмитрий Григорьевич - стряпчий (1676), воевода в Тобольске (1678-1679), стольник (1689-1692).
- Ушаков Александр Николаевич - воевода в Аятской слободе (1683).
- Ушаковы: Фёдор Наумович и Яков Иванович - стольники царицы Евдокии Фёдоровны (1692-1694).
- Ушаков Иван - дьяк, воевода в Павловском (1699).
- Ушаковы: Фёдор Лукьянович, Семён Алексеевич, Семён Никитич, Никита Леонтьевич, Никита Григорьевич, Кирилл Семёнович, Константин Михайлович, Михаил, Иван и Григорий Борисовичи, Емельян Леонтьевич, Григорий Ануфриевич, Борис Гаврилович - московские дворяне - (1658-1695).
- Ушаковы: Фёдор Прохорович, Фёдор Максимович, Степан Никитич, Прокофий Афанасьевич, Михаил Константиновичи, Савва, Марк и Иван Меньшой Григорьевичи, Василий Семёнович, Андрей Степанович - стряпчие (1680-1697).
- Ушаковы: Иван Клементьевич, Иван Иванович, Иван Васильевич, Афанасий, Иван и Евстрат Алексеевичи, Антип Никифорович - стольники (1692)[4][5].
- Ушаков, Фёдор Фёдорович - контр-адмирал, кавалер ордена Святого Георгия 2-й степени за морское сражение близ Хаджи-Бея (28-29 августа 1790).
- Ушаков Николай Александрович - генерал-майор, кавалер ордена Святого Георгия 3-й степени  (1807).
- Ушаков Сергей Николаевич - генерал-майор, кавалер ордена Святого Георгия 3-й степени за сражение при Красном (2-6 ноября 1812), фамилия занесена на стену храма Христа Спасителя в г. Москва.
- Ушаков - подполковник Муромского пехотного полка, погиб при Малоярославце  (12 октября 1812), фамилия занесена на стену храма Христа Спасителя.
- Ушаков Андрей Андреевич - прапорщик Преображенского полка, погиб при сражении при Кульме, Гисгюбели (17-18 августа 1813), фамилия занесена на стену храма Христа Спасителя.
- Ушаков Павел Николаевич - генерал-майор, кавалер ордена Святого Георгия 3-й степени (1828).
- Ушаков Александр Клеоникович - генерал-майор, кавалер ордена Святого Георгия 3-й степени (1854)[1].